# Shalford (Surrey)

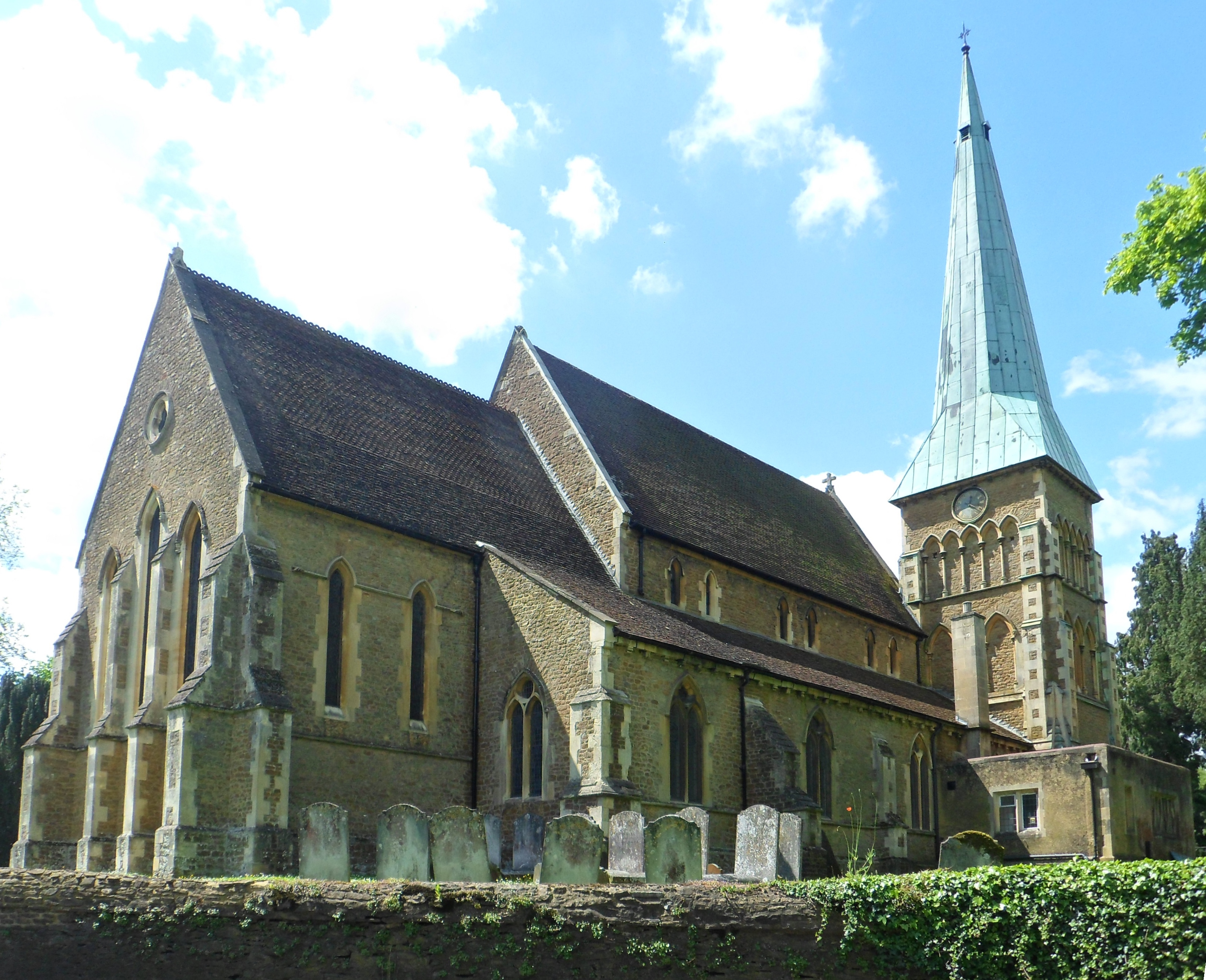
Kerk St-Mary the Virgin in Shalford

Shalford is een civil parish in het bestuurlijke gebied Guildford, in het Engelse graafschap Surrey met 4142 inwoners.

## Plaatsen in district Guildford
- Onslow Village
- Guildford
- Effingham
- Wisley
- East Horsley
- Ockham
- Pirbright
- Send
- Send Marsh
- Shalford